# Сетунь (платформа)
Се́тунь — остановочный пункт Белорусского направления Московской железной дороги и Белорусско-Савёловского диаметра в Москве, после запуска которого на станции останавливаются все пригородные поезда, кроме экспрессов.
Имеет прямое сообщение моторвагонными поездами с пунктами Савёловского направления. Самые дальние точки беспересадочного сообщения: в западном направлении: Бородино, Звенигород, в северном направлении: Дубна. Время движения с Белорусского вокзала — 22 минуты. Входит в состав Московских центральных диаметров, линия МЦД-1. С 21 ноября 2019 года в связи с открытием МЦД-1 транзитное движение с Курского на Белорусское направление было приостановлено.
Выходы с платформы — на улицы Горбунова, Барвихинскую, Толбухина. В окрестностях платформы находятся Всероссийский институт лёгких сплавов, стадион, ДК «Сетунь», ледовый дворец «Крылья советов», «дача Толбухина».
Состоит из двух боковых платформ, соединённых подземным переходом. На платформах установлены турникеты для прохода пассажиров. В 2017 году была разобрана платформа в сторону области; на время ремонта использовалась временная деревянная, которая располагалась восточнее. На месте старой платформы была построена новая, введённая в эксплуатацию 18 августа 2018 года.
С 2018 года на платформе Сетунь велись активные строительные работы: возведена и открыта для пассажиров новая платформа по направлению в центр; построен пешеходный тоннель, сооружён надземный пешеходный переход с 6 эскалаторами и 3 лифтами — конкорс. Запуск первых двух линий МЦД состоялся 21 ноября 2019 года. Полностью реконструкция остановочного пункта была закончена к июню 2020 года. 30 июня состоялось открытие обновлённой станции.

## Наземный общественный транспорт
На этой станции можно пересесть на следующие маршруты городского пассажирского транспорта:
- Автобусы: е24, 225, 240, 259, 283, с289, 295, 732, 794